# Aleksije Lazović
Aleksije Lazović, en serbe cyrillique Алексије Лазовић (1774-1834), était un peintre serbo-monténégrin. Il est particulièrement célèbre pour ses icônes.

## Biographie
Aleksije Lazović est né à Bijelo Polje, au Monténégro. Il est le fils du peintre Simeon Lazović.

## Œuvres
Parmi les œuvres peintes par Aleksije Lazović, on peut signaler l'iconostase de l'église de la Dormition-de-la-Mère-de-Dieu au monastère de Reževići, près de Petrovac na Moru ou encore celle de l'église Uspanie Bogomatere à Šibenik, en Croatie. Avec son père, il a notamment peint les iconostases des chapelles Saint Demetrius et Saint Nicolas au monastère de Dečani (Kosovo) et l'iconostase de l'église du monastère de Savina, près d'Herceg Novi (Croatie).
On lui doit aussi une icône de la Vierge, peinte en 1806 et imitant une peinture attribuée à Saint Luc ; cette œuvre est conservée dans le Trésor du Patriarcat de Peć. Des œuvres d'Aleksije Lazović sont également conservée dans les églises de Dobroselica, de Mačkat et de Bela Reka, sur les monts Zlatibor.